# Зімстанське сільське поселення
Зімста́нське сільське поселення (рос. Зимстанское сельское поселение) — муніципальне утворення у складі Усть-Куломського району Республіки Комі, Росія. Адміністративний центр — селище Зімстан.

## Населення
Населення — 1550 осіб (2017, 1762 у 2010, 2116 у 2002, 2485 у 1989).

## Склад
До складу поселення входять такі населені пункти:
| Населений пункт     | Населення, осіб (1989) | Населення, осіб (2002) | Населення, осіб (2010) |
| ------------------- | ---------------------- | ---------------------- | ---------------------- |
| Зімстан, селище     | 1954                   | 1697                   | 1458                   |
| Климовськ, присілок | 31                     | 16                     | 12                     |
| Логін'яг, селище    | 425                    | 346                    | 267                    |
| Фроловськ, присілок | 75                     | 57                     | 25                     |